# Mogiła (stacja kolejowa)
Mogiła – zlikwidowana w 1955 roku a zamknięta w 1954 roku stacja kolejowa w dawnej wsi Mogiła, w województwie małopolskim. Została oddana do użytku w 1900 roku przez LKrK.